# Mahi
Mahi – jedyny album studyjny duńskiej piosenkarki Aneeli, wydany w 2006 roku przez WEA.

## Lista utworów
Źródło: Discogs
| Nr  | Tytuł              | Długość |
| --- | ------------------ | ------- |
| 1.  | „Mahi”             | 3:35    |
| 2.  | „Chori Chori”      | 2:55    |
| 3.  | „Jaande”           | 3:06    |
| 4.  | „Money Money”      | 3:03    |
| 5.  | „Doli”             | 2:47    |
| 6.  | „Makna”            | 3:25    |
| 7.  | „Bombay Dreams”    | 2:55    |
| 8.  | „Chikni”           | 2:53    |
| 9.  | „Daughters of Eve” | 3:22    |
| 10. | „Hope”             | 2:47    |
| 11. | „Jo Hum Chup Hain” | 4:03    |
| 12. | „Akh Naal Akh”     | 3:48    |